# Каптаренко-Чорноусова Ольга Костянтинівна
Каптаренко-Чорноусова Ольга Костянтинівна (8 (20) травня 1899 або 21 травня 1899, с. Іванівка, нині Нова Іванівка Білгород-Дністровський району або Нова Іванівка Болградського району Одеської області — 24 липня 1984, Київ) — українська і радянська геолог, стратиграф-палеонтолог. Заклала основи вивчення стратиграфії та фауни мезозою України. Створила в Україні наукову школу мікропалеонтологів. Доктор геолого-мінералогічних наук, професор, лауреат Державної премії УРСР у галузі науки і техніки. 
Народилася в учительській родині (с. Іванівка), отримала гімназичну освіту. Через важкі матеріальні умови зразу після закінчення середньої школи в 1915 змушена була приступити до вчителювання в початкових класах. У 1919 р. вступила на природниче відділення фізико-математичного факультету щойно започаткованого Кам’янець-Подільського університету, який пізніше було реорганізовано у Інститут народної освіти. У 1923 р. успішно закінчила ІНО і поїхала працювати вчителькою-вихователькою будинку підлітків у м. Біла Церква за місцем роботи чоловіка.
Аспірантка П. А. Тутковського з 1924 р. (аспірантура діяла при науково-дослідній кафедрі геології Української академії наук).
З 1928 р.– науковий співробітник відділу палеонтології та стратиграфії новозаснованого Українського науково-дослідного геологічного інституту. Працювала в ньому на різних посадах аж до пенсії у 1974. 
У 1939 р. захистила кандидатську дисертацію, присвячену четвертинним відкладам.
Під час війни разом із колективом співробітників ІГН АН УРСР евакуювалася в Заволжя (м. Уфа), деякий час працювала викладачем математики і фізики в середній школі с. Болхуни Сталінградської області. В берегових схилах Волги вивчала мезозойські і кайнозойські відклади. Займалася пошуками мінерально-сировинних ресурсів у Башкирії.
У 1947–50 – завідувач лабобраторії мікрофауни мезокайнозою. Із 1950 до 1970 завідувач відділу геології мезозойських відкладів. У 1970–74 роки – науковий консультант. 
Доктор наук з 1947. З 1957 — професор.
Брала участь у написанні 2–11 томів книжки «Стратиграфия УССР» (Київ, 1963–75), за цю роботу у 1976 стала лауреатом Державної премії УРСР у галузі науки і техніки.
Під її керівництвом закладались основи вивчення стратиграфії та фауни мезозою України, розроблялася стратегія комплексного дослідження відкладів із урахуванням відомостей про всі групи макро- і мікрофауни, розпочалося створення перших сучасних схем біостратиграфії мезозою України, придатних для великомасштабного картування і пошуків перспективних на вуглеводні геологічних структур. У 1947 р. разом із Н. Є. Бражніковою і К. Й. Новик палеонтологічно обґрунтувала тріасовий вік строкатих відкладів ДДЗ, які вважалися палеозойськими.
Автор понад 200 робіт зі стратиграфії, палеонтології та палеогеографії мезозою-кайнозою України, серед яких превалюють монографії з систематики, монографічного опису форамініфер (18 монографій). Була наставником плеяди дослідників мікрофауни юри і крейди — численної групи кандидатів і докторів наук, виховала багато фахівців-мікропалеонтологів, які опанували різні групи мікрофосилій. Серед її учнів — кандидати геолого-мінералогічних наук Є. Я. Краєва, О. С. Липник, С. А. Люльєва, Д. М. П'яткова, Л. Ф. Плотнікова, М. М. Пермякова, В. С. Горбунов та багато інших.
Член юрської та крейдової комісій Міжвідомчого стратиграфічного комітету (МСК) СРСР і регіонального міжвідомчого стратиграфічного комітету України, член комісії з мікропалеонтології при Відділенні геолого-географічних наук АН СРСР.